# Добро — дітям (монета)
«Добро́ — ді́тям» — пам'ятна монета номіналом 2 гривні, випущена Національним банком України, присвячена Дню захисту дітей.
Монету введено в обіг 24 травня 2001 року. Вона належить до серії «Інші монети».

## Опис монети та характеристики
| Номінал грн. | Метал      | Маса, г | Діаметр, мм | Якість виготовлення | Гурт     | Тираж, штук |
| ------------ | ---------- | ------- | ----------- | ------------------- | -------- | ----------- |
| 2            | нейзильбер | 12,8    | 31,0        | звичайна            | рифлений | 100 000     |

### Аверс
На аверсі монети в обрамленні орнаменту з рослин та птахів розміщено написи: посередині — «2 ГРИВНІ», у верхній частині — малий Державний Герб України, над яким напис: «УКРАЇНА», а внизу під зображенням гнізда з трьома пташенятами — рік карбування монети: «2001».

### Реверс

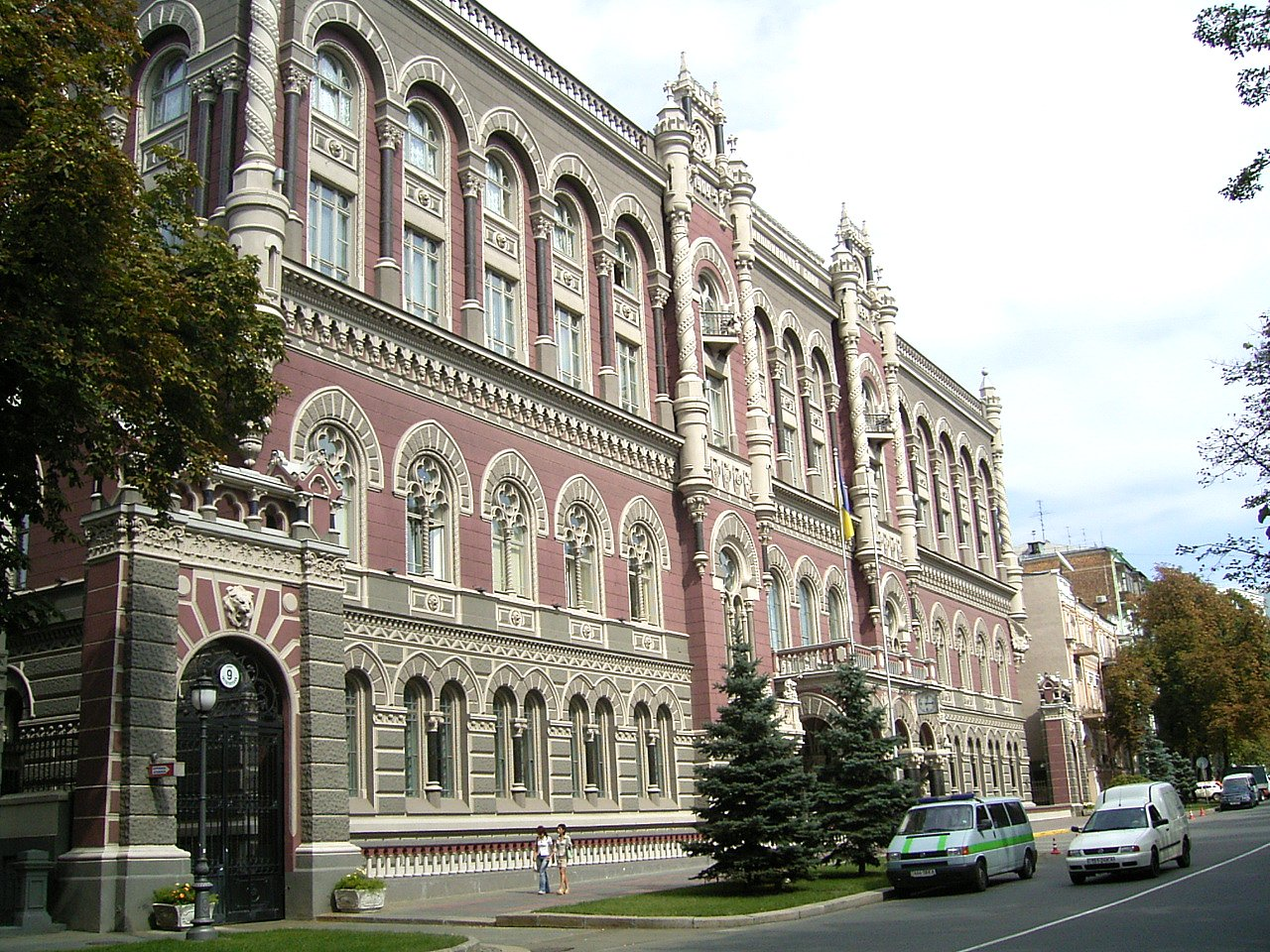
Будівля Національного банку України

На реверсі монети у центрі композиції зображено струмінь, що об'єднує воду, природу і сонце; з обох боків від нього — постаті хлопчика й дівчинки, які радіють цьому життєдайному струменеві; внизу — розгорнута книга і стрічка з написом: «ДОБРО — ДІТЯМ».

## Автори
- Художник — Корень Лариса.
- Скульптор — Іваненко Святослав.

## Вартість монети
Під час введення монети в обіг 2001 року, Національний банк України розповсюджував монету через свої філії за номінальною вартістю — 2 гривні.
Фактична приблизна вартість монети, з роками змінювалася так:
| Рік        | 2010 | 2011 | 2012 | 2013 | 2014 | 2015 | 2016 | 2017 | 2018 | 2019 | 2020 | 2021 | 2022 | 2023 | 2024 | 2025 |
| ---------- | ---- | ---- | ---- | ---- | ---- | ---- | ---- | ---- | ---- | ---- | ---- | ---- | ---- | ---- | ---- | ---- |
| Ціна, грн. | 25   | 30   | 30   | 35   | 35   | 50   | 65   | 70   | 75   | 80   | 80   | 80   | 95   | 130  | 380  | 320  |